# Lepidium auriculatum
Lepidium auriculatum là một loài thực vật có hoa trong họ Cải. Loài này được Regel & Körn. mô tả khoa học đầu tiên năm 1857.